# パルコルム
パルコルム（朝鮮語：발걸음）は、朝鮮民主主義人民共和国（北朝鮮）の歌曲。プロパガンダソング。作詞・作曲はリ・ジョンオ（리종오）。金正恩同志の歌とも呼ばれる。金正恩朝鮮労働党第一書記(当時、現朝鮮労働党総書記)を称える歌である。日本語訳では「歩み」（あゆみ）又は「足取り」（あしどり）と訳される。

## 概要
2009年2月に北朝鮮の国内向けラジオ放送の朝鮮中央放送、国外向けの平壌放送、朝鮮の声放送と朝鮮中央テレビなどで歌曲が発表された。2011年12月に父である金正日総書記（国防委員長）が死去して以後は、北朝鮮のラジオやテレビなどでも「パルコルム」の演奏される機会が多くなった。金正恩の個人崇拝の強化と権力継承を安定させる狙いのためと北朝鮮情勢を分析する専門家は指摘している。
金正恩が9歳の誕生日を、金正日が内輪で祝った席で後継者候補の1人として幹部たちに紹介したときに贈られたという。
「タッタッ、タッタッタ、足取り、我らの金大将の足取り」と始まる勇壮な行進曲調の曲。